# Arromanches (Schiff, 1947)
Die Arromanches war eine französische Personenfähre. Das Schiff fiel bei der deutschen Besetzung Frankreichs noch unfertig in deutsche Hand. Der von der Kriegsmarine beabsichtigte Umbau zum Minenschiff wurde wegen Materialmangels nicht durchgeführt. Nach dem Krieg wurde das Schiff fertiggebaut und bediente dann von 1947 bis 1964 als Fähre, zusammen mit seinem Schwesterschiff Londres, die Ärmelkanal-Route Dieppe-Newhaven.

## Bau und Technische Daten
Das Schiff wurde 1939 bei der Werft Forges et Chantiers de la Méditerranée in Le Havre auf Kiel gelegt. Es sollte für die SNCF den Passagierfährdienst über den Ärmelkanal auf der Linie Dieppe-Newhaven bedienen. Bei der Besetzung Frankreichs im Juni 1940 fiel das noch unfertige Schiff auf der Werft in deutsche Hand. Die Kriegsmarine beschlagnahmte es und beabsichtigte, es unter dem Namen Vichy als Minenschiff fertigbauen zu lassen. Kriegsbedingter Materialmangel verhinderte jedoch den Weiterbau. Das Schiff wurde nach Kriegsende 1945 an Frankreich und die SNCF zurückgegeben, wurde dann fertiggebaut und lief am 5. März 1946 mit dem Namen Arromanches vom Stapel.
Das Schiff war 94 m lang und 12,10 m breit, hatte 3,15 m Tiefgang und war mit 2604 BRT vermessen. Zwei Parsons-Dampfturbinen mit zusammen 22.000 PS erlaubten eine Geschwindigkeit von 24 Knoten. Die Passagierkapazität betrug 1450 Personen. Heimathafen war Dieppe.

## Laufbahn
Die Arromanches fuhr dann ab August 1947, zusammen mit der Londres, bis 1963 auf der Linie Dieppe-Newhaven. Im Jahre 1964 wurde sie nach Griechenland an die Reederei Nomikos Lines verkauft und in Leto umbenannt. Die Leto fuhr auf der Strecke Piräus-Tinos-Mykonos. Am 25. Oktober 1970 wurde das Schiff im Sturm mit dem Heck an die Kaimauer des Hafens von Tinos geworfen, wobei das Ruder und die linke Schraube und Welle zerstört wurden. Das Schiff wurde nach Syros geschleppt, aber nach einer Begutachtung der Schäden wurde Totalverlust erklärt. Das Schiff wurde in Eleusis aufgelegt und dort zwischen Dezember 1972 und Juli 1973 abgewrackt.